# 오십음순
오십음순(五十音順 고주온준[*]) 또는 50음 순은 일본어의 가나 문자를 정렬하는 규칙이다. あいうえお순(あいうえお順 아이우에오준[*])이라고도 한다. 오십음의 ‘あいうえお’로 시작하며, ‘わ(ゐ)(ゑ)(を)’에 이르는 순서이다. 오십음에 포함되지 않는 ‘ん’은 보통 ‘を’의 뒷 순서에 오게 된다.
어구를 배열할 때에는 대략 본래의 표기에 관계없이 (오십음만으로) 가나 문자 표기한 경우의 사전식 순서가 된다. 즉, 먼저 첫 번째 문자를 비교해서 첫 번째 문자가 같은 경우에는 두 번째 문자를 비교해서 같을 경우 세 번째 문자를 비교해서, 이하 마찬가지이다(어구의 끝이 왔을 경우에는 ‘あ’보다 앞이 된다. 즉, あ＜ああ＜あああ). 다만, 오십음 이외의 탁음, 작은 가나(小仮名), 장음부 등의 취급은 다소 복잡하다.
표기에 기초로 둘 경우에 나란히 하면 발음에 가깝지만, 어디까지나 ‘가나 문자 표기’를 배열하기 때문에 발음과는 일치하지 않는다.

## 용례
국어 사전이나 서적의 색인 등을 시작해서 인명이나 상품명을 시작으로 인명이나 상품명을 배열할 경우 등에 일반적으로 널리 사용된다.
최초의 오십음순의 사전은 1884년의 《일본 백과사전》(日本百科事彙)(타구치 테이켄 편집)이다.
공용 문서 작성 요령에서는 인명 · 사건명을 배열할 때에는 오십음순으로 배열하도록 정해져 있다.

## 기본 순서
1. あ
2. い
3. う
4. え
5. お
6. か
7. き
8. く
9. け
10. こ
11. さ
12. し
13. す
14. せ
15. そ
16. た
17. ち
18. つ
19. て
20. と
21. な
22. に
23. ぬ
24. ね
25. の
26. は
27. ひ
28. ふ
29. へ
30. ほ
31. ま
32. み
33. む
34. め
35. も
36. や
37. ゆ
38. よ
39. ら
40. り
41. る
42. れ
43. ろ
44. わ
45. ゐ
46. ゑ
47. を
48. ん

## 상세규칙의 예
‘あいうえお’부터 ‘ん’에 이르는 순서에 관해서는 대부분 정착하고 있지만, 탁음, 반탁음, 장음 등의 취급에 관해서는 어느 정도 일반적인 결정은 있으나 국어 사전 등에서도 각각으로 규정하는 등 약간의 혼란이 있다.
JIS X 4061에 규정되어 있는 경우에는 그것을 원칙으로 서술한다.
- 탁점, 반탁점은 무시한다. 무시했을 때에 같은 단어가 될 경우에는 청음→탁점→반탁점의 순으로 한다. ‘ゔ’ 등도 마찬가지이다.

(は→ば→ぱ→はあ→ばあ→ぱあ→ひ)
- 다른 예 : 탁음, 반탁음은 청음과 다른 문자로 취급한다. 순서는 청음→탁음→반탁음의 순으로 한다.

(は→はん→ば→ばん→ぱ→ぱん→ひ)
- 다른 예 : ‘ヴァ, ヴィ, ヴ, ヴェ, ヴォ’는 ‘バ, ビ, ブ, ベ, ボ’와 동일시한다.

- 장음부(ー)는 직전의 모음(혹은 ‘ん’)과 동일시한다. 동일시했을 때가 될 경우에는 모음→장음의 순으로 한다(장음부를 사용하지 않는 장음은 표기대로의 순서로 한다).

(ああく→あーく→ああけ)
- 다른 예 : 장음부는 무시한다. 무시했을 때에 같은 순위가 될 경우에는 장음부 없음→장음부 있음의 순으로 한다.

(ああく→あく→あーく→あけ)
- 다른 예 : 장음부는 가나와는 독립한 다른 문자로 ‘ん’의 다음에 둔다.

(あわ→あん→あんわ→あー→あーん→い)
- 작은 가나(小仮名), 즉, 요음의 두 번째 문자, 촉음 ‘っ’ 등의 것은 큰 글자와 동일시하며, 동일시했을 때에 같은 단어가 될 경우에는 큰 문자→작은 문자의 순으로 한다.

(きや→きゃ→きやく→きゃく→きゆ)
- わ행의 ‘ゐ’ ‘ゑ’ ‘を’는 ‘わ’의 뒤로 한다.
  - 다른 예 : ‘ゐ’ ‘ゑ’ ‘を’는 あ행의 ‘い’ ‘え’ ‘お’와 동일시한다. 동일시했을 때에 같은 단어가 될 경우에는 あ행→わ행의 순서로 한다.
- ‘ゝ’ ‘ヽ’는 직전의 가나 문자를 반복한다. ‘ゞ’ ‘ヾ’는 직전의 가나 문자에 탁점을 붙여서 반복한다.
- 경계요소는 무시한다.

(しらいし たろう→しらい たろう)
- 다른 예 : しらい たろう→しらいし たろう

- 다른 단어에서도 같은 가나 표기가 되는 경우가 있지만, 그 경우의 순서에 대해서 보급한 규칙은 없다.

## 컴퓨터에서의 오십음순

### 문자 코드
가나 문자를 포함하는 부호화 문자 집합은 기본적으로 가나 문자는 오십음순이 되고 있지만, 세부함은 다르다.
JIS X 0208
청음 직후에 탁음, 그 직후에 반탁음이 연속하고 있다(は→ば→ぱ→ひ). 작은 가나는 보통의 순서가 다르며, 보통의 가나 직전에 있다(ぁ→あ→ぃ). 예외적으로 ‘ヴ’ ‘ヵ’ ‘ヶ’는 ‘ン’의 뒤에 있다.
유니코드
JIS X 0208와 같은 배열이지만, ‘ヶ’의 뒤에 ‘ヷ’ ‘ヸ’ ‘ヹ’ ‘ヺ’가 추가되어 있다.
JIS X 0213
JIS X 0208와 같은 배열이지만, ‘ヶ’의 뒤에 ‘カ゚~コ゚’ ‘セ゚’ ‘ツ゚’ ‘ト゚’가 추가되어 있다.
JIS X 0201(전각 가나)
‘ヲ’ ‘ァ~ォ’ ‘ャ~ョ’ ‘ッ’ ‘ア~ワ’ ‘ン’의 순. 오십음 중에서 ‘ヲ’만이 오십음순이 아니다.

### 정렬의 장치
오십음순을 실현하기에는 한자 등을 가나 문자로 변환할 필요가 있기 때문에 사전식 순서(lexicographical order)는 되지 않고 컴퓨터에서 데이터를 취급할 경우의 오십음순의 도입에는 (알파벳 순에 비해서) 큰 시간이 든다.

## 같이 보기
- 오십음
- 가나다순
- 이로하 순
- 알파벳 순
- 사전식 순서